# 홍만용
홍만용(洪萬容, 1631년 ~ 1692년)은 조선 후기의 문신으로 본관은 풍산이다. 자는 백함(伯涵), 호는 금화(金華)이고 시호는 정간(貞簡)이다. 선조와 인목왕후의 외손자로, 홍석보·홍현보의 할아버지이자 홍봉한·홍인한·홍상한의 증조 할아버지이며 혜경궁 홍씨의 고조 할아버지이다. 홍국영의 할아버지 홍창한에게는 종증조부가 된다.

## 생애
영안도위(永安都尉) 홍주원과 정명공주의 장남으로 태어났다. 1662년 정시문과에 장원으로 급제, 검토관, 헌납, 수찬, 시독관, 사헌부지평, 이조좌랑, 부교리, 이조정랑, 교리, 정언 등을 지냈다. 1666년 다시 문과중시(文科重試)에 다시 장원, 정3품으로 승진하였다. 그 뒤 교리, 부교리, 겸문학, 이조정랑, 부응교, 응교, 동부승지, 대사간, 호조참의, 우부승지, 병조참의, 이조참의, 우승지, 예조참의, 좌부승지 등의 여러 관직을 거쳐 숙종 즉위 후 1675년 대사간으로 발탁되었다. 1680년 도승지, 이조참판, 대사간, 경기도감사, 81년 대사헌을 지냈다. 1689년 청나라에 파견될 동지사(冬至使)로 북경에 다녀왔다. 귀국 후, 공조판서,예조판서, 이조판서, 우참찬 겸 경연지사, 대사헌 등을 지냈다. 1692년 기사환국으로 서인이 몰락하고 남인이 집권하자 벼슬을 사퇴하고 경기도 고양군으로 낙향했다.

## 가족 관계
- 조부 : 예조참판(禮曹參判) 홍영(洪霙, 1584 ~ 1645)
- 조모 : 이정귀(李廷龜)의 딸 정경부인 연안 이씨(貞敬夫人 延安 李氏, ? ~ 1656)
  - 부친 : 영안위(永安尉) 홍주원(洪柱元, 1606 ~ 1672)
- 조부 : 선조(宣祖, 1552 ~ 1608)
- 조모 : 인목왕후(仁穆王后, 1584 ~ 1632)
  - 모친 : 정명공주(貞明公主, 1603 ~ 1685)
    - 형 : 홍태망(洪台望, 1625 ~ ?) 조졸
    - 동생 : 홍만형(洪萬衡, 1633 ~ 1670)
    - 동생 : 홍만희(洪萬熙, 1635 ~ 1670)
    - 동생 : 홍태량(洪台亮, 1637 ~ ?) 조졸
    - 동생 : 홍태육(洪台六, 1639 ~ ?) 조졸
    - 동생 : 홍태임(洪台妊, 1641 ~ ?)
    - 동생 : 홍만회(洪萬懷, 1643 ~ 1710)
    - 부인 : 여산 송씨 - 송시길(宋時吉)의 딸
      - 장남 : 홍중기(洪重箕, 1650 ~ ?)[1]
        - 장녀 : 홍희임(洪喜妊, 1651 ~ ?)
        - 차녀 : 홍단임(洪端妊, 1655 ~ ?)
        - 3녀 : 홍묘임(洪妙妊, 1660 ~ ?)
        - 차남 : 홍중범(洪重範, 1662 ~ ?)
        - 3남 : 홍중연(洪重衍, 1668 ~ ?)
        - 4남 : 홍중주(洪重疇, 1670 ~ ?)
        - 5남 : 홍연희(洪然喜, 1672 ~ ?)

## 같이 보기
- 선조
- 인목대비
- 영창대군
- 홍봉한
- 홍인한
- 홍상한
- 혜경궁 홍씨
- 홍창한